# Gamme des véhicules Iveco
La gamme des véhicules IVECO est composée des camions, camionnettes et des autobus construits par IVECO. La société IVECO a été créée le 1er janvier 1975. Pour rechercher les camions et autobus produits avant cette date voir Fiat V.I.

## Gammes actuelles

### Gamme poids lourds
Iveco Trucks - Division véhicules industriels - poids lourds
- IVECO Massif - 4x4
- IVECO EcoDaily - petit transporteur remplacent le IVECO Daily
- IVECO Eurocargo - série moyenne
- IVECO Stralis - série lourde (remplacé par le S-WAY fin 2019)
- IVECO Trakker - série Off-Road

### Gamme Lutte contre l'incendie
Iveco EuroFire - Division lutte contre l'incendie créée en 1993.
Sous le regroupement EuroFire, Iveco a concentré le meilleur de la production européenne avec Iveco Magirus diffusé partout dans le monde sauf sous les labels Magirus Lohr en Autriche, Camiva en France et Iveco Mezzi Specciali en Italie.

### Gamme véhicules militaires

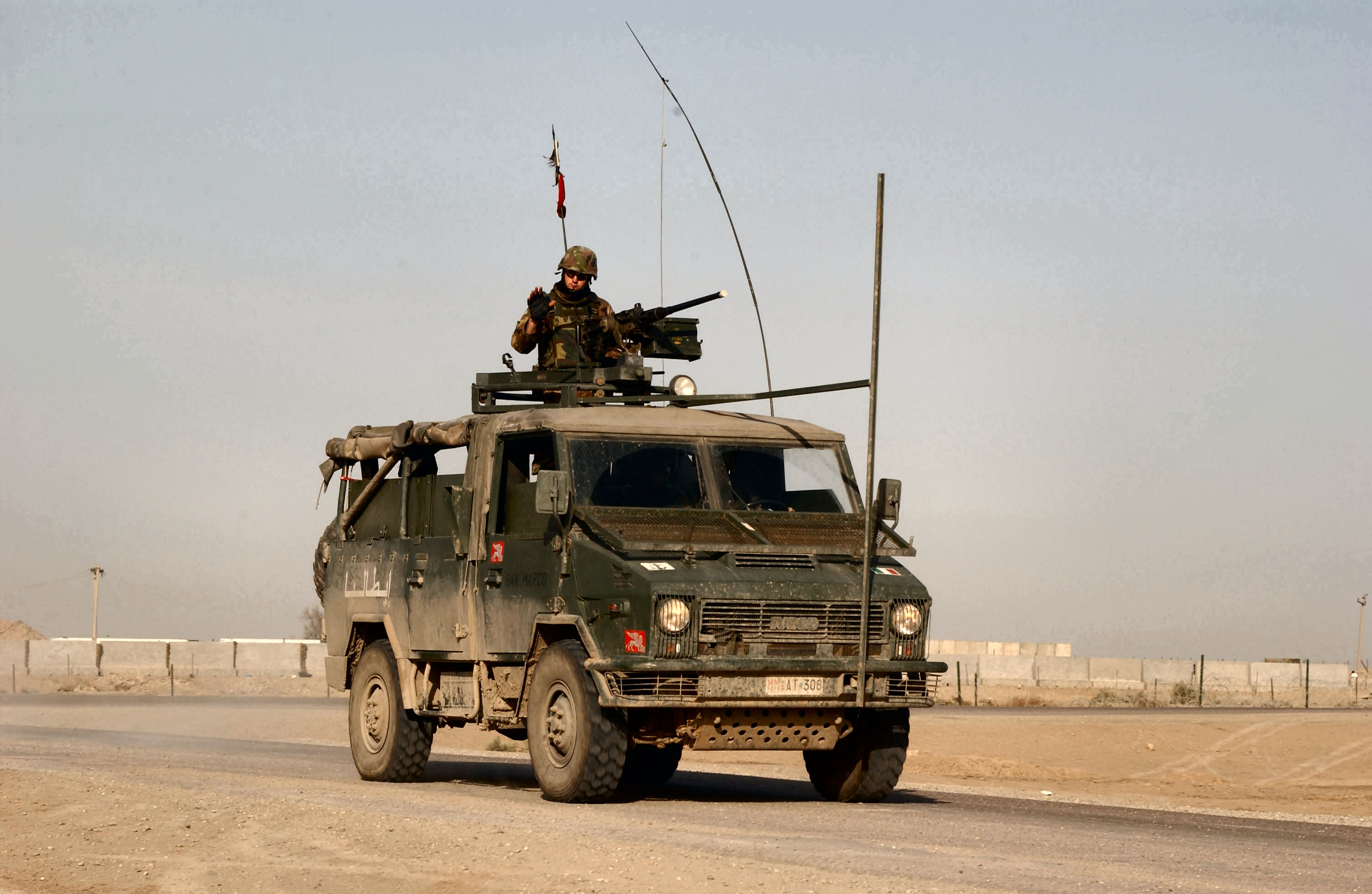
IVECO 40.10

Iveco fabrique une large gamme de véhicules militaires utilisés par les armées d'Italie, mais aussi de nombreux autres pays comme Allemagne, Grande-Bretagne, Belgique, Suisse, Espagne, Portugal, Norvège, Pakistan, Égypte. Ces engins sont fabriqués par la division Iveco Defence Vehicles de Bolzano. 
La gamme comprend notamment :
- Iveco VM 90 - Véhicule Multirôles 4x4 sur une base IVECO Daily,
- Iveco ACL 90 - Camion léger 4x4,
- Iveco ACM 90 - Camion Moyen 4x4,
- Iveco ACTL - Camion lourd, 4x4 - 6x6 - 8x8 sur la base des camions de chantier Trakker et ASTRA HD8,
- LSV - (Light Support Vehicle), 4x4 sur une base IVECO Daily
- Iveco VTLM Lince - (Light Multirole Vehicle)  - Véhicule Tactique Léger Multirôles (VTLM) 4x4 Iveco VTLM Lince, le Hummer Italien
- MMV - (Medium Multirole Vehicle), 4x4 sur une base Eurocargo,
- Iveco MPV 4x4-6x6 - (Hight Multirole Vehicle), en version 4x4 ou 6x6,
- VBM Freccia - véhicule de combat d'infanterie sur roues - 8x8
- Centauro B1 - véhicule de combat d'infanterie, 8x8, chasseur de chars
- Iveco Puma (AFV) - véhicule de combat d'infanterie, 4x4 et 6x6,
- Dardo (VCI) - véhicule de combat d'infanterie chenillé,
- Char Ariete C1 - char d'assaut principal de combat

## Gammes antérieures

### Gamme légère

#### La série Daily
Tous les Daily sont fabriqués dans l'usine italienne de Brescia. Ils ont été commercialisés au début sous les noms Fiat V.I., OM, Alfa Romeo, Unic et Magirus.						
L'Iveco Daily est actuellement fabriqué dans plusieurs pays : Italie, Espagne, Chine, Brésil, Argentine, Serbie et Russie.
Les moteurs des premières séries jusqu'en 2005 sont des Fiat-Sofim série 8140 de 2,5 - 2,8 - 2,3 et 3,0 l de cylindrée, diesel, turbo diesel et Unijet. La dernière série 2006 est équipée de moteurs Fiat Powertrain Technologies F1CE de 3.0 l de cylindrée Euro 5.	
| Modèle                 | Type                                           | Années de production | Type moteur     | Puissance ch DIN | PTC en tonnes | Nb places |
| ---------------------- | ---------------------------------------------- | -------------------- | --------------- | ---------------- | ------------- | --------- |
| Fiat Daily             | Fourgon, Châssis cabine, Châssis               | 1975 - 1978          | 8140            | 72               | 3,5           | 15        |
| OM Grinta              | Fourgon, Châssis cabine, Châssis               | 1975 - 1978          | 8140.21         | 92               | 3,5           | 15        |
| Alfa Roméo 40-8        | Fourgon, Châssis cabine, Châssis               | 1975 - 1978          | 8140.24         | 75/103           | 3,5           | 15        |
| Iveco Daily (après 86) | Bus - maxi 4,2 t, version 4x4 à partir de 1987 | 1978 - 1992          | 8140.21         | 75/92            | 3,5           | 15/18     |
| Iveco TurboDaily       | PTC 5 tonnes                                   | 1986 - 1992          | 8140            | 103/120          | 5,0           | 15        |
| Iveco TurboDaily 4x4   | PTC 5 tonnes                                   | 1987 - 1992          | 8140            | 103/120          | 5,0           | 15        |
| Daily/Turbodaily 2     | 2e série                                       | 1992 - 1999          | 8140            | 110/136          | 3,5/4,9       |           |
| Iveco Daily 3          | 3e série                                       | 2001 - 2006          | 8140 / F1CE048H | 110/158          |               |           |
| Iveco Daily 4          | 4e série                                       | 2006 -               | F1CE48H         | 130/176          | 3,5/6,0       |           |
| Zastava Daily          | Fiat Daily 1re génération                      |                      |                 |                  |               |           |
| Zastava TurboDaily     | Fiat Daily 2e génération                       |                      |                 |                  |               |           |

### Gamme moyenne
Durant la première phase après la création d'Iveco, le constructeur a gardé les gammes existantes de ses propres membres créateurs comme la gamme "Z" d'origine Fiat V.I. et OM.

#### La série des moyens "Z" - Zeta et TurboZeta
Successeurs des Fiat-OM 50 / 100 (Types Fiat/OM/Magirus/Unic 50 - 100)						
Tous les modèles Type 50 à 100, commercialisés sous les labels Fiat / OM / OM-Unic / Magirus, seront badgés Iveco à partir de 1982.
En 1977, modifications techniques et de carrosserie, intégration de Magirus Deutz.	
En 1979, modifications d'empattement et nouvelle calandre.
En 1982, modifications de gamme 2e série et apparition du logo Iveco.	
En 1985, modifications de gamme 3e série TurboZeta.
En 1987, modifications de gamme	4e série.
| Modèle                | Années de production | Type moteur       | Cylindrée   | Puissance ch DIN | PTC en tonnes |
| --------------------- | -------------------- | ----------------- | ----------- | ---------------- | ------------- |
| Iveco Fiat-OM 50.8/10 | 1977 - 1985          | 8040.04 / 8340.04 | 3666 / 4570 | 85 / 100         | 5,3/5,4       |
| Fiat - OM 55.8        | 1977 - 1979          | 8040.04           | 3666        | 85               | 5,7           |
| Iveco Fiat-OM 60.8/10 | 1979 - 1985          | 8040.04 / 8340.04 | 3666 / 4570 | 85 / 100         | 5,99          |
| Fiat - OM 65.10       | 1977 - 1979          | 8340.04           | 4570        | 100              | 5,99          |
| Fiat - OM 65.10       | 1977 - 1987          | 8340.04           | 4570        | 100              | 6,6           |
| Iveco Fiat-OM 70.10   | 1977 - 1989          | 8340.04           | 4570        | 100              | 7,1           |
| Fiat - OM 75.10       | 1977 - 1979          | 8340.04           | 4570        | 100              | 7,49          |
| Iveco Fiat-OM 79.10   | 1979 - 1989          | 8340.04           | 4570        | 100              | 7,49          |
| Iveco Fiat-OM 79.13   | 1979 - 1989          | 8060.04           | 5499        | 130              | 7,49          |
| Fiat - OM 80.13       | 1977 - 1979          | 8060.04           | 5499        | 130              | 7,49          |
| Iveco Fiat-OM 90.13   | 1977 - 1989          | 8060.04           | 5499        | 130              | 8,99          |
| Iveco Fiat-OM 100.13  | 1977 - 1989          | 8060.04           | 5499        | 130              | 10,6          |

#### La gamme moyenne après 1980
| Modèle                                                 | Années de production | Type moteur | Cylindrée cm3 | Puissance ch DIN | PTC en tonnes |
| ------------------------------------------------------ | -------------------- | ----------- | ------------- | ---------------- | ------------- |
| Iveco 120 F13                                          | 1981 - 1983          | 8060.04     | 5499          | 130              | 11,5          |
| Iveco 120 F14R/T version tracteur semi remorque        | 1981 - 1983          | OM CP 3     | 7412          | 145              | 11,5          |
| Iveco 125                                              | 1983 - 1985          |             |               |                  |               |
| Iveco 140 F14                                          | 1981 - 1983          | OM CP 3     | 7412          | 145              | 14,5          |
| Iveco 140 F20R/T version pour remorque                 | 1981 - 1983          | 8220.02     | 9572          | 201              | 14,5/26       |
| Iveco 145                                              | 1983 - 1991          | 8220.02     | 5861          | 176              | 14,5          |
| Iveco 159 F20/F20R/T                                   | 1981 - 1983          | 8220.02     | 9572          | 201              | 16,0          |
| Iveco 165                                              | 1983 - 1985          | 8220.22     | 9572          | 240              | 17,0          |
| Iveco 160 - moteur Deutz pour marchés Nord Europe      | 1985 - 1990          | BF8L513     | 12763         | 306              | 18,0          |
| Iveco 175                                              | 1985 - 1990          | 8460.21     | 9500          | 240              | 17,5          |
| IVECO Eurocargo remplace toute la gamme moyenne 10/16t | 1990 - 20**          |             |               |                  |               |

### Gamme lourde/super lourde

#### Camions lourds 6x2: 180 - 220 - 240
| Modèle                                                                             | Années de production | Type moteur | Cylindrée cm3 | Puissance ch DIN | PTC en tonnes |
| ---------------------------------------------------------------------------------- | -------------------- | ----------- | ------------- | ---------------- | ------------- |
| Fiat / OM 180 F 26 (6x2) 2e série                                                  | 1977 - 1981          | 8210.02     | 13798         | 260              | 18,0/22 - 44  |
| Fiat 220F / OM 220F 26 (6x2)/T tracteur de semi-remorque                           | 1978 - 1981          | 8210.02     | 13798         | 260              | 40,0          |
| Fiat / OM 220 F33/F35 (6x2)/T tracteur de semi-remorque - 44t = 8ch/t code italien | 1978 - 1981          | 8280.01/.02 | 17174         | 330/352          | 44,0          |
| Fiat / OM 240 F26 (6x2) tracteur de semi-remorque export                           | 1978 - 1981          | 8210,02     | 13798         | 260              | 38/44,0       |
| Fiat / OM 240 F33/35 (6x2) tracteurs de semi-remorque - 44t = 8ch/t code italien   | 1978 - 1981          | 8280.01/.02 | 17174         | 330/352          | 44,0          |

#### Camions lourds 6x2/4: EuroTech - EuroStar
| Modèle                                          | Années de production | Type moteur | Cylindrée cm3 | Puissance ch DIN | PTC en tonnes |
| ----------------------------------------------- | -------------------- | ----------- | ------------- | ---------------- | ------------- |
| Iveco EuroStar/EuroTech (6x2/4)                 | 198* - 19            | 8210        | 13798         | 260              | 18,0/44,0     |
| Iveco EuroStar (6x2/4) pour marchés nord Europe | 1981 - 1985          | Cursor      |               | 320              | 50,0          |

#### Camions super lourds 6x4/6: 693 - 697 - 300 - 330
| Modèle                                                                           | Années de production | Type moteur | Cylindrée cm3 | Puissance ch DIN | PTC en tonnes    |
| -------------------------------------------------------------------------------- | -------------------- | ----------- | ------------- | ---------------- | ---------------- |
| Unic 260 (6x4) camion chantier                                                   | 1976 - 1978          | 8280        | 17174         | 330              | 26,0             |
| Fiat 300/OM 300 (6x4) moteur turbo, camion de chantier,                          | 1976 - 1978          | 8280        | 17174         | 330              | 33,0             |
| Fiat/OM 300 PC/300 F26, F35 (6x4) camion chantier (PA 6x6) hydro-mécanique       | 1978 - 1981          | 8280.02     | 17174         | 352              | 33,0/56          |
| Fiat/OM 300 PT33 /PT35 tracteur semi remorque chantier                           | 1980 - 1981          | 8210 & 8280 |               | 330/352          | 56,0             |
| Iveco 260 PAC.26 (6x4) cabine Magirus                                            | 1977 - 1983          | 8210.02     | 13798         | 260              | 26,0             |
| Iveco 260 PAC.26 (6x6) cabine Magirus                                            | 1977 - 1983          | 8210.02     | 13798         | 260              | 26,0             |
| Iveco 300 PC26/PT (6x4) train routier 56t en Italie                              | 1974 - 1982          | 8210        | 13798         | 260              | 33,0/56,0        |
| Iveco 330.26 (6x4) en 8x4 transformation Girelli 40t pour marché italien         | 1981 - 1985          | 8210        | 13798         | 260              | 33,0/40,0 - 56,0 |
| Iveco 330.33/.35 (6x4) en 8x4 transformation Girelli 40t - boîte hydro mécanique | 1981 - 1985          | 8280.01/.02 | 17174         | 330/352          | 33,0/40,0 - 56,0 |
| Iveco 330.32 (6x4) pour marchés Nord Europe                                      | 1981 - 1985          | Deutz air   |               | 320              | 32,0             |
| Iveco 360 Magirus / Fiat 360M19FL/FS                                             | 1979 - 1982          | Deutz air   |               | 320              | 36,0             |

FNM 130 (Brésil) 13 t avec la cabine précédente de la gamme moyenne - 1974 - moteur OM CP3 - 7412 cm3 145 ch 13,0t
Aujourd'hui, le sommet de la gamme IVECO est représenté par le Stralis, un camion très haut de gamme, fabriqué à Brescia en Italie, aux côtés de l'autre modèle phare, le Daily.

## Les autocars et autobus IVECO entre 1975 et 2000
Pour les véhicules avant 1975 : voir Fiat V.I. - Pour les véhicules après 2000 : voir Irisbus devenu Iveco Bus en 2013. 
| Modèle                             | Type                              | Années de production | Type moteur         | Cylindrée | Puissance ch DIN | Nb places                |
| ---------------------------------- | --------------------------------- | -------------------- | ------------------- | --------- | ---------------- | ------------------------ |
| Iveco 370.12.26                    | Autocar ligne et GT - Châssis     | 1977 - 1984          | Fiat 8260.02 - 6L   | 12.876    | 260              | 10,5 - 12                |
| Iveco 370.12.35                    | Autocar ligne et GT - Châssis     | 1982 - 1985          | Fiat 8280.02 - V8   | 17.174    | 352              | 10,5 - 12                |
| Iveco 370 Turbo                    | Autocar ligne et GT - Châssis     | 1987 - 1995          | Fiat 8210.22        | 13.798    | 304              | 10,5 - 12                |
| Iveco 370 E                        | Autocar ligne et GT - Châssis     | 1994 - 1999          | Fiat 8460.41S       | 9.500     | 345              | 9,5 - 10,5 - 12          |
| Iveco 315.8.13                     | Autocar ligne - Châssis           | 1978 - 2001          | 8060.04             | 5.499     | 130              | 7,5                      |
| Iveco 315.8.17/18 Orlandi Pokerino | Autocar GT                        | 1983 - 2001          | 8060.04 Turbo       | 5.499     | 170/180          | 7,5                      |
| Iveco 316                          | Autobus urbain/banlieue - Châssis | 1978 - 1996          | Fiat 8060.04        | 5.499     | 130              | 7,5                      |
| Iveco 316 Turbo                    | Autobus urbain/banlieue - Châssis | 1996                 | Fiat 8060.04 Turbo  | 5.499     | 180              | 7,5                      |
| Iveco 471 U-EffeUno                | Bus urbain - Châssis              | 1984 - 1990          | Fiat 8220.22 Turbo  | 9.572     | 240              | 9,5 - 10,5 - 12,0 - 18,0 |
| Iveco 471 U-EffeUno                | Trolleybus                        | 1985 - 1990          | Ansaldo             |           | 240              | 12,0 - 18,0              |
| Iveco 571                          | Bus banlieue - Châssis            | 1984 - 1990          | Fiat 8220.22 Turbo  | 9.572     | 240              | 10,5 - 12,0 - 18,0       |
| Iveco 671                          | Autobus ligne interurbaine        | 1984 - 1990          | Fiat 8220.22 Turbo  | 9.572     | 240              | 12,0 - 18,0              |
| Iveco 480 TurboCity                | Bus urbain - châssis              | 1989 - 1996          | Fiat 8460.21        | 9.500     | 210              | 9,5 - 10,5 - 12,0 - 18,0 |
| Iveco 480 TurboCity                | Trolleybus                        | 1991 - 1996          | Socimi              |           |                  | 12,0                     |
| Iveco 580                          | Bus banlieue - Châssis            | 1989 - 1996          | Fiat 8460.21        | 9.500     | 210/240          | 10,5 - 12,0 - 18,0       |
| Iveco 680                          | Bus interurbain                   | 1989 - 1996          | Fiat 8460.41 Turbo  | 9.500     | 290              | 12,0 - 18,0              |
| Iveco 490 TurboCity R              | Bus urbain - Châssis              | 1993 - 1994          | Fiat 8460.21R       | 9.500     | 219              | 10,5 - 12,0              |
| Iveco 490 TurboCity UR             | Bus urbain - Châssis              | 1994 - 1998          | Fiat 8360.46        | 7.685     | 220              | 10,5 - 12,0              |
| Iveco 490 TurboCity SR             | Bus urbain - Châssis              | 1996 - 2000          | Fiat 8460.41R       | 9.500     | 291              | 18,0                     |
| Iveco 590                          | Bus banlieue                      | 1996 - 2000          | Fiat 8460.41R       | 9.500     | 291              | 12,0 - 18,0              |
| Iveco 380 Euroclass/TopClass       | Autocar ligne et GT - châssis     | 1995 - 2002          | Fiat 8460.41S Turbo | 9.500     | 345              | 10,5 - 12,0              |
| Iveco Orlandi Domino 2001 HD       | Autocar GT                        | 2000 - 2002          | Fiat 8460.41S       | 9.500     | 380              | 12,0                     |
| Iveco 391 EuroRider                | Autocar ligne - châssis           | 1997 - 2002          | Fiat 8460.21R       | 9.500     | 291              | 12,0                     |
| Iveco 391 EuroRider                | Autocar ligne - châssis           | 2002 - 2002          | Iveco Cursor 8      | 7.790     | 290              | 10,5 - 12,0              |
| Iveco 491 Cityclass                | Bus urbain - châssis              | 1997 - 2003          | Fiat 8360.46        | 7.685     | 220/266          | 10,5 - 12,0 - 18,0       |
| Iveco 491 Cityclass CNG            | Bus urbain - châssis              | 1998 - 2002          | Fiat 8469.21S       | 9.500     | 241              | 10,5 - 12,0 - 18,0       |
| Iveco 591                          | Bus banlieue                      | 1997 - 2002          | Fiat 8360.46        | 7.685     | 266              | 12,0 - 18,0              |
| Iveco 291 Down Town                | Bus urbain                        | 1999 - 20xx          |                     |           |                  | 7,0                      |
| Iveco 291 Down Town                | Bus urbain                        | 1999 - 20xx          | Hybride             |           |                  | 7,0                      |
| Iveco 291 Down Town E              | Bus urbain                        | 1999 - 20xx          | Vikkers Électrique  |           |                  | 7,0                      |
| Iveco 200 Europolis                | Bus urbain                        | 1999 - 2002          | Fiat 8060.45        | 5.861     | 207              | 7,5 - 9,0                |
| Iveco 200 Europolis                | Bus urbain                        | 1999 - 20xx          | Hybride             |           |                  | 7,5 - 9,0                |
| Iveco 200 Europolis                | Bus urbain                        | 1999 - 20xx          | Electrique          |           |                  | 7,5 - 9,0                |
| Iveco 393 Myway                    | Autocar ligne                     | 2000 - 2002          | Fiat 8460           | 9.500     | 345              | 12,0                     |
| Iveco 90E21 EuroCargo              | Châssis                           | 2004 - 2xxx          | Iveco Tector 6      | 5.880     | 210              | 7,5 - 9,0                |

### Les autobus et autocars IVECO fabriqués à l'étranger
- France par Iveco Bus
- Turquie par Iveco Otoyol,
- Chine par CBC-IVECO,
- Nigeria,
- Argentine par Iveco Argentina,
- Brésil par Iveco Brazil,
- Australie par Iveco Australia,
- Afrique du Sud par Iveco Larimar.

À partir de 2001 tous les véhicules ont reçu l'écusson Irisbus, un dauphin, sur la calandre mais reprennent le nom Iveco Bus le 24 mai 2013.

## Galerie d'images

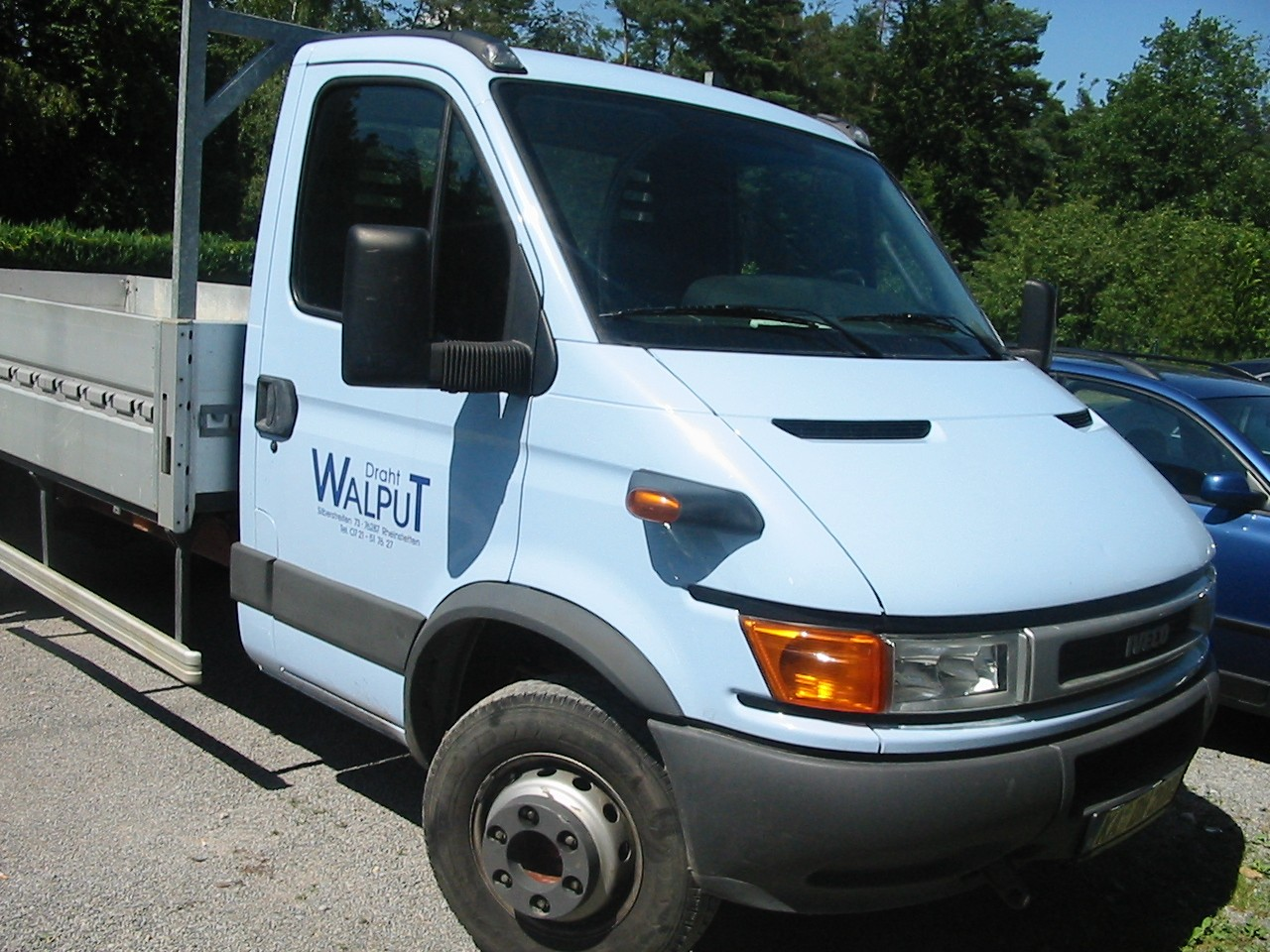
Iveco Daily III
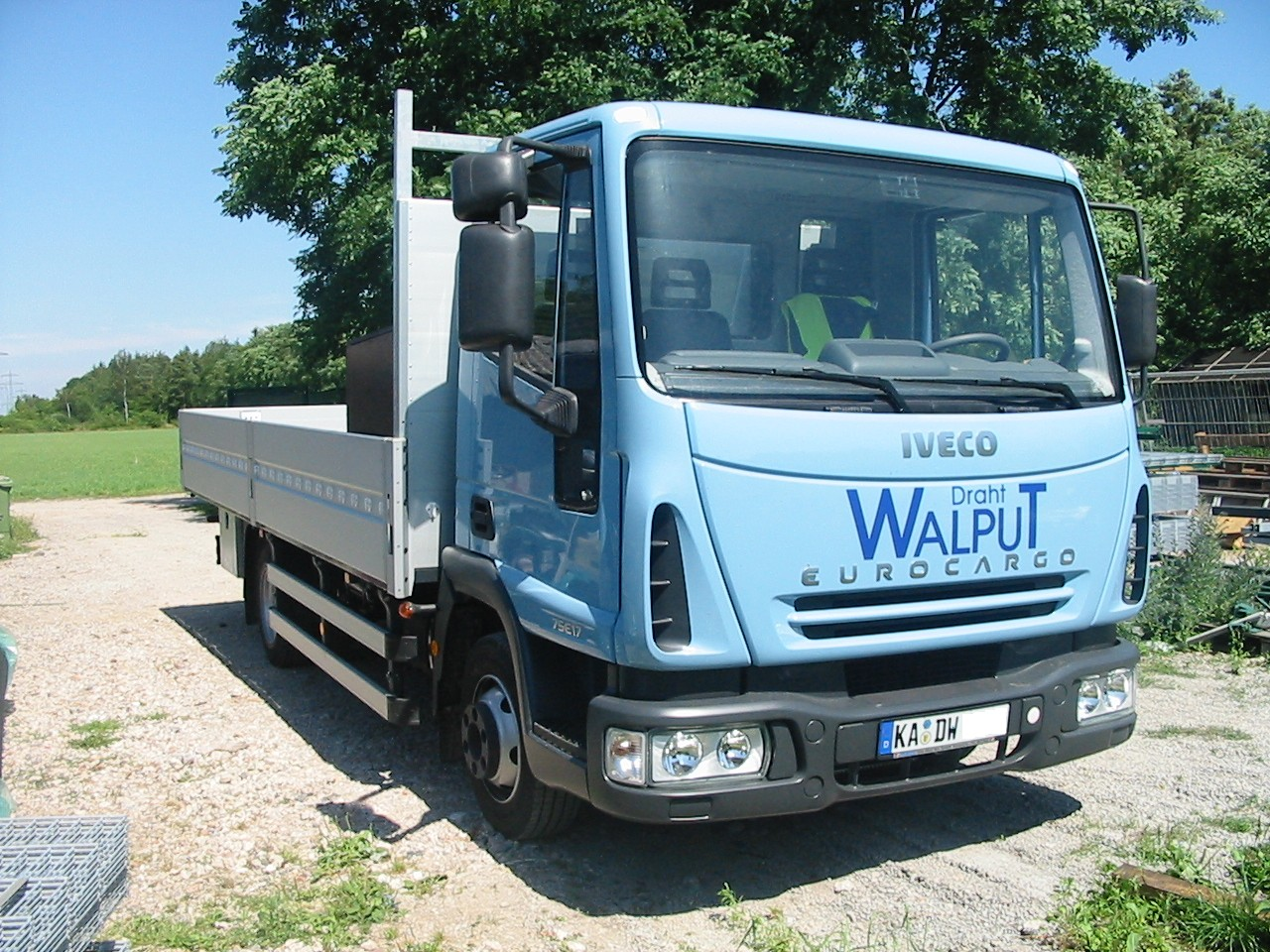
Iveco Eurocargo
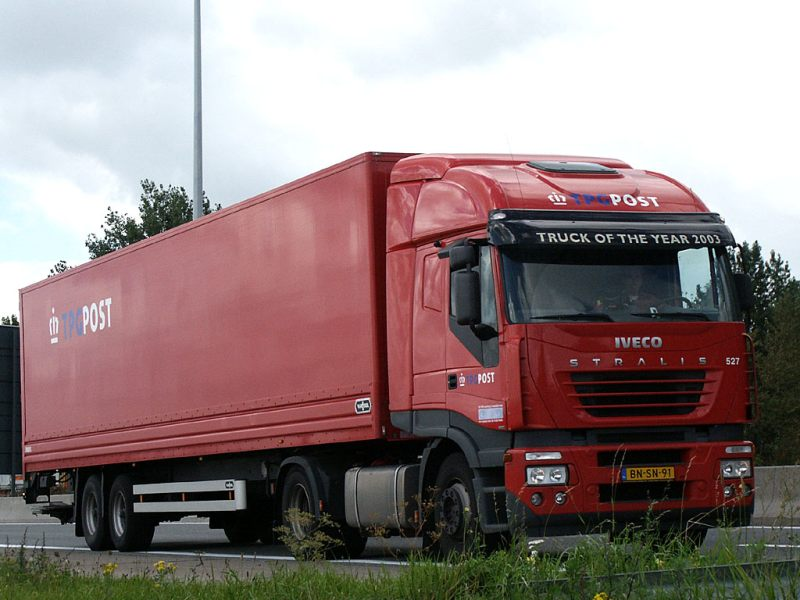
Iveco Stralis
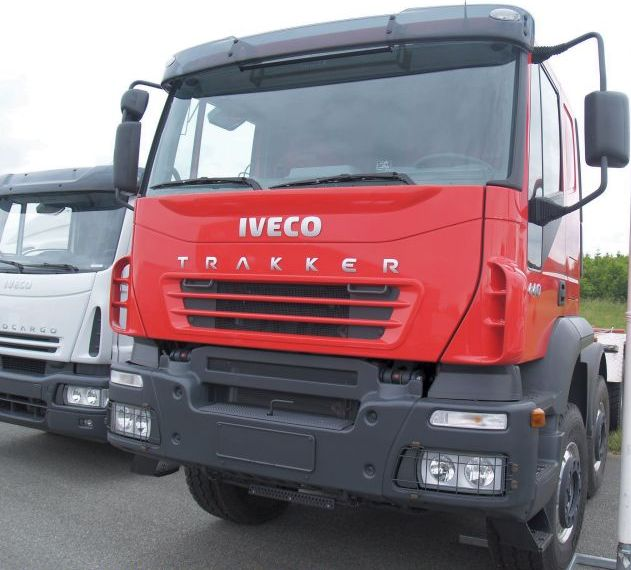
Iveco Trakker
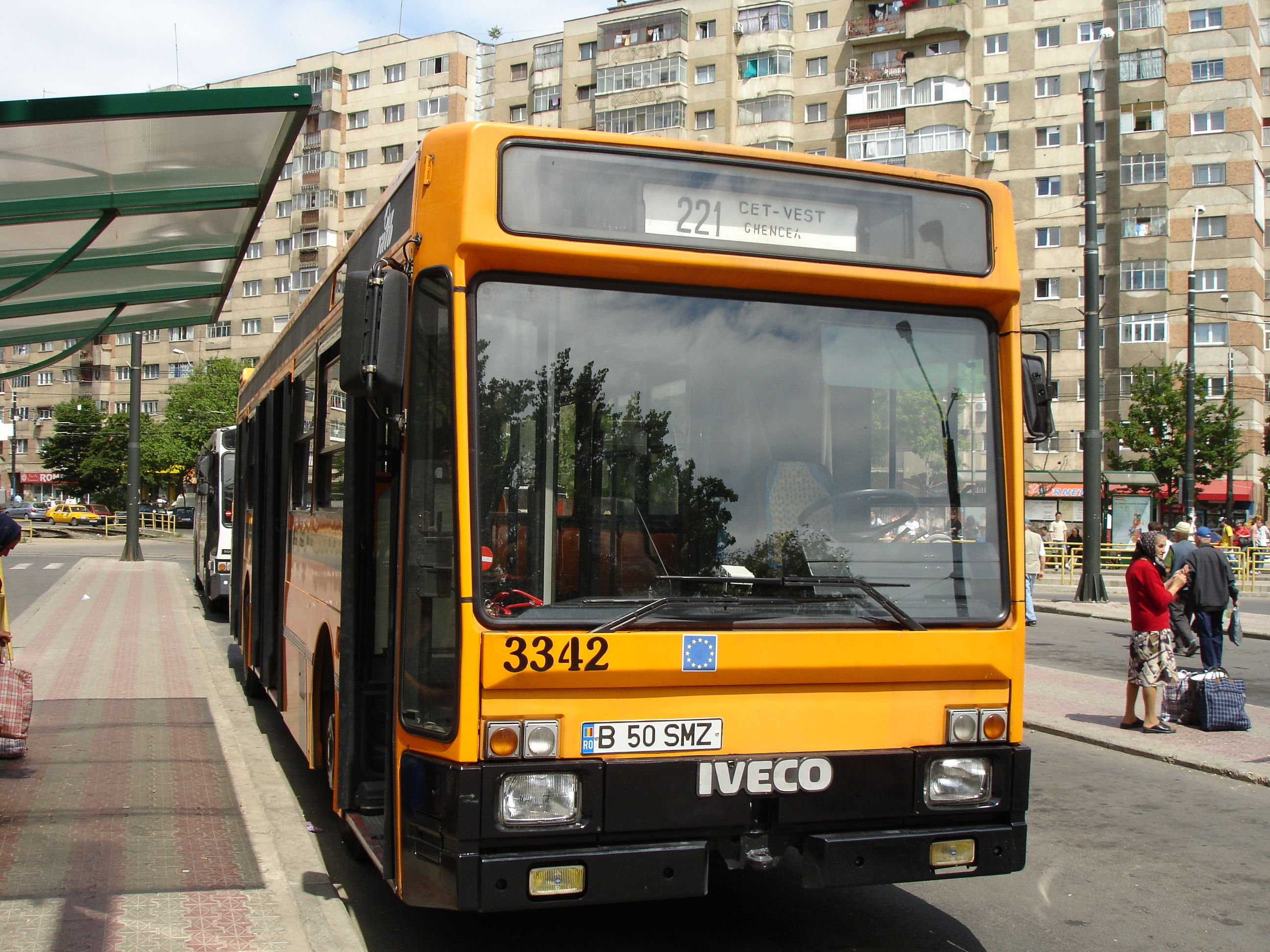
Iveco Bus